# Tre simpatiche carogne
Tre simpatiche carogne (René la canne) è un film del 1977 diretto da Francis Girod.